# Gestion des anti-infectieux
La gestion des anti-infectieux ou bon usage des anti-infectieux est l’effort systématique afin d'éduquer les prescripteurs d'anti-infectieux à mieux utiliser ces agents afin de lutter contre la résistance aux antibiotiques.

## Définitions
Selon la définition de 2007 de la Society for Healthcare Epidemiology of America (SHEA), la gestion des anti-infectieux est un « ensemble de stratégies coordonnées visant à améliorer l’utilisation des médicaments anti-infectieux » dans le but de : 
- améliorer la santé des patients  ;
- réduire la résistance aux antibiotiques ;
- réduire les coûts inutiles[2].

## Histoire
L'utilisation abusive d'antimicrobiens a été reconnue dès les années 1940, lorsque Alexander Fleming a fait remarquer que l'efficacité de la pénicilline diminuait en raison de son utilisation excessive.

## Voir également
- Résistance aux antibiotiques
- Bon usage du médicament
- Pharmacie clinique